# (43763) Russert
(43763) Russert est un astéroïde de la ceinture principale.

## Description
(43763) Russert est un astéroïde de la ceinture principale. Il fut découvert le 30 mai 1987 à l'observatoire Palomar par Carolyn S. Shoemaker et Eugene M. Shoemaker. Il présente une orbite caractérisée par un demi-grand axe de 2,39 UA, une excentricité de 0,30 et une inclinaison de 11,4° par rapport à l'écliptique.

## Compléments